# Paga o plora

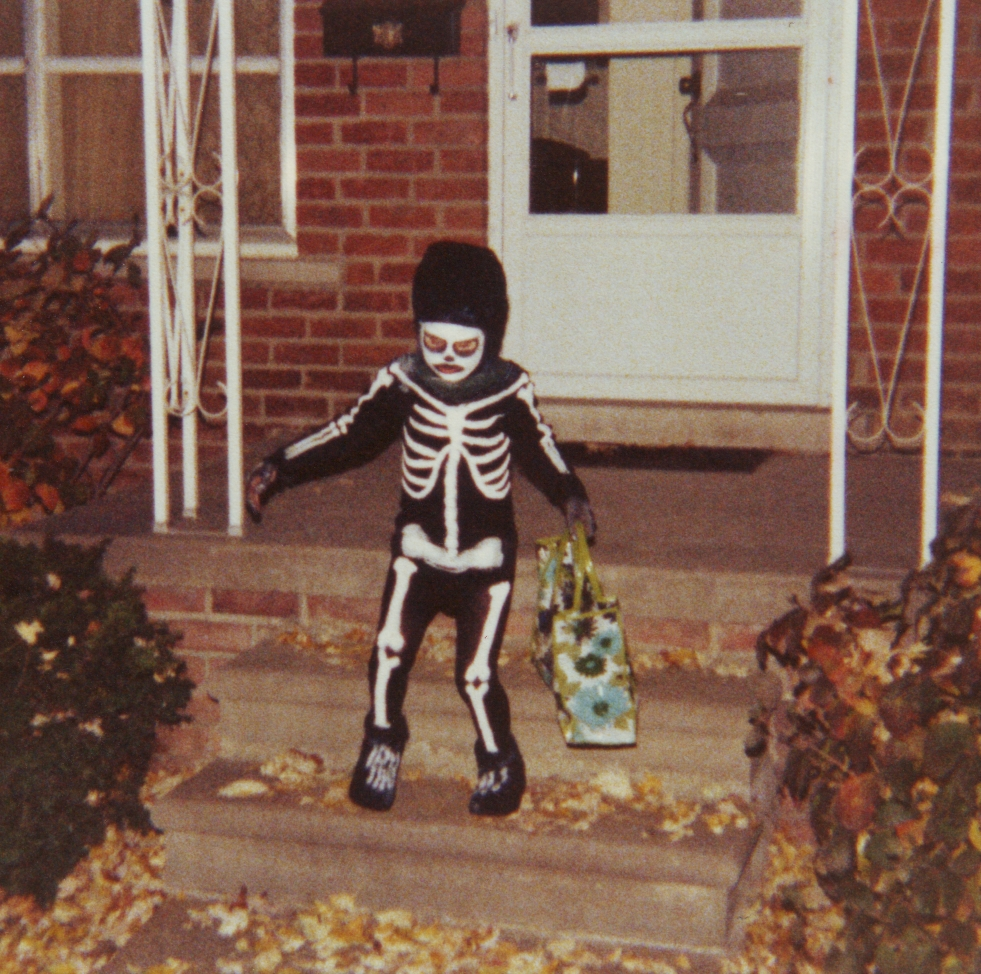
Un nen fa el trick or treat a Michigan l'any 1979.

El paga o plora, en anglès trick or treat, és una tradició infantil de Halloween (dia dels morts) que es practica en alguns països anglosaxons. Els nens, disfressats per l'ocasió, van de casa en casa demanant regals, llaminadures o diners, pronunciant aquesta frase.
La traducció literal del trick or treat seria burla o present. El trick (broma) és una lleu amenaça de fer alguna trapelleria contra els propietaris de la casa si no es dona cap treat ('regal'). Tanmateix, hi ha adaptacions que miren de recollir alhora el sentit i el joc fonètic originals, com ara paga o plora, dónes o pagues, crit o confit, troc o tret, barata o matraca, malifeta o piruleta, dones o entomes.

## Història
A l'Amèrica del Nord, el trick or treat ha estat una tradició de Halloween d'ençà d'almenys les primeries de la dècada de 1950. Els propietaris de cases que volen participar en aquesta espècie de joc de vegades decoren les entrades de casa seva amb teranyines artificials, esquelets de plàstic o jack-o'-lanterns (carabasses buides). Alguns propietaris sense ganes de participar-hi de vegades deixen les llaminadures en una escudella fora de la casa, i d'altres poden ser més participatius i, de vegades, poden demanar un esforç per part dels nens per tal que aconsegueixin el seu caramel. Recentment, la pràctica del trick or treat s'ha estès a gairebé tota mena de casa o residència, incloent-hi geriàtrics i edificis comunitaris.
La tradició d'anar porta a porta rebent menjar ja existia a la Gran Bretanya i Irlanda sota la forma del souling, en el qual els nens i la gent pobra cantava i pregava pels morts a canvi de pastissos. Els nens disfressats pidolant menjar i monedes porta a porta també són una tradició que es duia a terme a Escòcia per Halloween ja l'any 1895. Mentre que l'acció d'anar porta a porta disfressat ha estat popular entre els escocesos i els irlandesos, el costum americà de dir trick or treat és força recent. Aquesta activitat preval en els Estats Units, el Canadà, el Regne Unit, la República d'Irlanda, Puerto Rico i el nord-oest i centre de Mèxic. En aquest darrer, la pràctica s'anomena calaverita ("calavera petita"), i els nens demanen una calavera petita de xocolata.